# Какаду жовточубий
Какаду жовточубий (Cacatua galerita) — вид папугоподібних птахів родини какадових (Cacatuidae).

## Зовнішній вигляд
Це один з найбільших за розміром представників родини. Довжина тіла 48—55 см, розмах крил 29,5—39 см; вага самця 810—920 г, самки 845—975 г. 
Основне забарвлення оперення біле з жовтуватим відтінком на нижній стороні рульового і махового пір'я, нижня сторона хвостового пір'я жовта, чубок на голові з вузького подовженого пір'я теж жовтого кольору, неоперена зона навколо очей біла, дзьоб чорно-сірий, лапи темно-сірі. У самців чорна райдужна оболонка, а у самок червоно-коричнева.

## Розповсюдження
Мешкає на південному сході Нової Гвінеї, сході та півночі Австралії, на островах Тасманія і Кенгуру.

## Спосіб життя

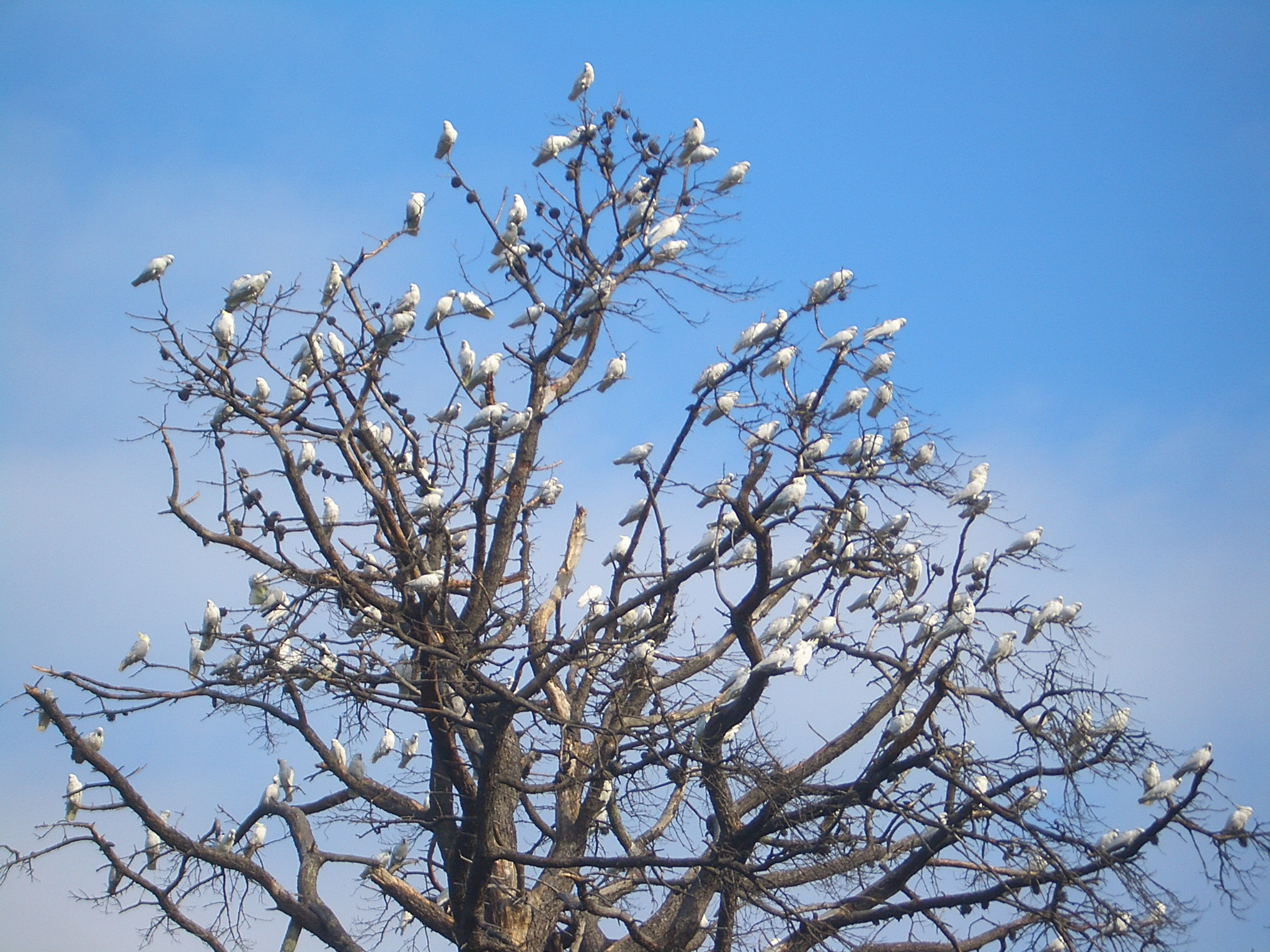
Можуть збиратися у великі зграї…

Великий жовточубий какаду населяє пальмові та евкаліптові ліси, парки, сади, поля і савани з високими деревами, що самотньо стоять, обов'язково недалеко від води. Зграї цих птахів зазвичай налічують 60—80 голів. Дуже люблять купатися під дощем. Ночують на високих деревах. Найактивніші рано вранці та пізно вдень. Удосвіта літають на водопій до найближчого джерела води. Жаркий час доби проводять в тіні дерев. Відмінно лазять по деревах. Літають швидко, під час польоту і при переляку пронизливо кричать. Голос чутний на великих відстанях. Можуть видавати свистячі та булькаючі звуки.
Велику частину дня проводять у пошуках корму. Годуються в основному на деревах, іноді на землі. На кормових деревах можуть збиратися у великі зграї (до декількох сотень). Основу живлення складають плоди, горіхи (соснові), нирки, суцвіття, ягоди (глід), квіти, насіння і коріння трав, дрібні комахи і їх личинки. Є шкідниками сільськогосподарських культур.

## Розмноження
Гнізда влаштовують в дуплах високих дерев (віддають перевагу евкаліптові), що ростуть біля води. Гніздо знаходиться на висоті 3,5—30 м. При браку відповідних дерев можуть гніздитись в щілинах круч. У будівництві гнізда беруть участь обидва батьки. У кладці 1—2 яйця. Вдень яйця насиджують обидва батьки, вночі тільки самка. Самець в цей час ночує поблизу входу до гнізда. Через 30 днів насиджування виводяться пташенята. Вони проводять в гнізді 10—12 тижнів, а потім вилітають з нього, але дорослі продовжують їх підгодовувати та опікати приблизно 6 тижнів.

## Утримання в неволі
Ці папуги мають велику популярність серед любителів птахів. Вони швидко приручаються і сильно прив'язуються до людини. Ці папуги володіють середньою здібністю до імітації звуків. Також вони здібні до різних трюків, нерідко їх можна побачити в циркових постановах. Тривалість життя до 50 років.